# Einsiedlerkloster der Albertinerinnen
Das Einsiedlerkloster der Albertinerinnen (polnisch Klasztor Albertynek na Kalatówkach), die zum regulierten Dritten Orden der Franziskaner gehören, und die dazugehörende Holzkirche wurde 1892 bis 1902 im Zakopane-Stil von Stanisław Witkiewicz entworfen und in der Nähe der Alm Kalatówki am Gebirgsbach Bystra in der Westtatra gebaut. Anders als bei anderen seiner Bauten verzichtete Witkiewicz hier auf reiche Verzierungen, um das einfache Leben der Schwestern abzubilden. Das Grundstück stiftete Władysław Zamoyski, und das Kloster geht auf den heiligen Bruder Albert zurück, der unweit des Klosters eine Einsiedelei in der Wildnis der Tatra hatte. Stefan Żeromskis Roman Die Bekehrung von Judas spielt in dem Kloster. 1997 besuchte Papst Johannes Paul II. das Kloster, wo er eine der Schwestern, Bernardyna Maria Jabłońska, selig sprach. An seinen Aufenthalt erinnert ein Obelisk an einer Quelle auf dem Gebiet des Klosters. Seit 2001 sind die Kirche und das Kloster denkmalgeschützt. Das Kloster wird von mehreren Schwestern bewohnt, die in der Armenfürsorge tätig sind und sich hierhin zum stillen Gebet und zur Meditation in der Natur zurückziehen. 

## Geographische Lage
Die Kirche und das Kloster befinden sich in der Gemeinde Zakopane im Bystrej-Tal auf dem Gebiet des Tatra-Nationalparks in der Westtatra. In der Nähe des Heiligtums befindet sich die Alm Kalatówki. Die Kirche liegt auf etwa 1200 Meter Höhe und ist von dichtem Wald umgeben. 

## Tourismus
In der Nähe der Kirche führt der blau markierte Bruder-Albert-Weg im Tatra-Nationalpark.
- ▬ blau markierter Wanderweg von Kuźnice zur Kondratowa-Hütte
- ▬ gelb markierter Wanderweg vom Kloster zum Albertinerkloster auf dem Schlafenden Berg